# Œil (Aumance)
Der Œil ist ein Fluss in Frankreich, der im Département Allier in der Region Auvergne-Rhône-Alpes verläuft. Er entspringt im Gemeindegebiet von Beaune-d’Allier, entwässert zunächst in westlicher Richtung, schwenkt dann nach Nordost bis Nord und mündet nach rund 44 Kilometern unterhalb von Cosne-d’Allier, als linker Nebenfluss in die Aumance.

## Orte am Fluss
- Colombier
- Commentry
- Deneuille-les-Mines
- Cosne-d’Allier